# Jill Biden
Jill Tracy Biden (Hammonton, New Jersey, 1951. június 3. –) amerikai pedagógus, az Amerikai Egyesült Államok first ladyje. 1977-ben házasodott össze Joe Bidennel, mindkettejüknek ez volt a második házassága. 2009 és 2017 között Joe Biden Barack Obama alelnöke volt, 2020-ban pedig a regnáló elnök, Donald Trump ellenfele az elnökválasztáson.
Jill Biden a Delaware-i Egyetemen, a West Chester Egyetemen és a Villanova Egyetemen szerezte végzettségeit. 13 évig angol nyelvet és olvasást tanított középiskolában és pszichiátriai kórházban is végzett nevelői munkát.
1993 és 2008 között tanított a Delaware-i Műszaki Főiskolán. 2009 óta az észak-virginiai főiskola angolprofesszora, és ezt az állását férje alelnöksége alatt is megtartotta.
Alapítója a Biden Mellkasi Egészségért létrehozott nonprofit szervezetnek, társalapítója az Olvasótársak programnak és a Biden Alapítványnak.

## Fiatalkora
1951. június 3-án született Hammontonban, New Jersey államban. Fiatalkorában a pennsylvaniai Hatboróban élt, de négy fiatalabb lánytestvérével – Jan, Bonny, Kelly és Kim – gyermekkoruk nagy részét Willow Grove-ban (Philadelphia északi külvárosában) töltötték. Apja, Donald Carl Jacobs (1927–1999) bankpénztáros volt. A második világháború idején az amerikai haditengerészetnél szolgált. A háború után a G.I. Bill nevű szociális programnak köszönhetően tanulhatott, s pénzügyi ismereteket szerzett. Családneve eredetileg Giacoppo vagy Giacoppa volt, amit Szicíliából származó nagyapja változtatott meg. Édesanyja, Bonny Jean (Godfrey) Jacobs (1930–2008) háztartásbeli volt, akinek angol és skót felmenői voltak.
Philadelphiában nőtt fel, s ennek köszönheti egyrészt philadelphiai akcentusát, másrészt az egész életen át tartó érdeklődését a philadelphiai sportcsapatok iránt. Szülei „agnosztikusnak” vallották magukat, és nem jártak templomba, de ő gyakran vett részt vasárnapi istentiszteleteken nagymamájával. Később önállóan órákat vett a közeli abingtoni presbiteriánus templomban, és 16 évesen konfirmált.
Jacobs már a kezdetektől építette saját karrierjét. 15 évesen kezdett el dolgozni, többek között pincérkedett a New Jersey állambeli Ocean Cityben. Az Upper Moreland High Schoolba járt, ahol későbbi elmondása szerint kissé lázadó volt, és élvezte a társadalmi életét, gyakran tréfálkozott. Azonban emlékeztetett arra is, hogy mindig szerette az angolórákat, s osztálytársai jó tanulónak tartották. 1969-ben érettségizett.

## Tanulmányai, karrierje és családja
Félévig a pennsylvaniai Brandywine Junior College hallgatója volt. A divatkereskedelmet kívánta tanulmányozni, de nem találta elég érdekesnek. 1970 februárjában feleségül ment Bill Stevenson főiskolai futballistához; ekkoriban Jill Stevenson néven vált ismertté. Pár éven belül a delaware-i Newarkban, közel a Delaware-i Egyetemhez megnyitotta a Stone Balloon nevű egyetemi bárt, amely az egyik legsikeresebb egyetemi hellyé vált; a helyi együttesek és művészek mellett fellépett Bruce Springsteen, valamint Chubby Checker és Tiny Tim is.
Később átiratkozott a Delaware-i Egyetemre, ahol az angolt választotta szakirányként. Ezután egy évre felfüggesztette egyetemi tanulmányait, és modellmunkákat vállalt egy helyi ügynökségnél, Wilmingtonban. Ekkoriban eltávolodott férjétől, s 1974-ben végleg különváltak.
1975 márciusában ismerkedett meg Joe Biden akkori szenátorral. Egy vakrandin találkoztak, amit Joe testvére, Frank szervezett, aki ismerte Jillt az egyetemről, bár Biden is látta már őt egy helyi újság hirdetésében. Biden csaknem kilenc évvel idősebb volt nála, ám lenyűgözte hivatalos megjelenése és modora, amely eltért az általa ismert főiskolai férfiakétól, és első randevújuk után azt mondta édesanyjának: „Anya, végre megismerkedtem egy úriemberrel.” Eközben viharos válási procedúrán ment keresztül Stevensonnal; a bírósági ügy azzal ért véget, hogy nem kapta meg a kívánt részesedést a Stone Balloonban. 1975 májusában váltak el.

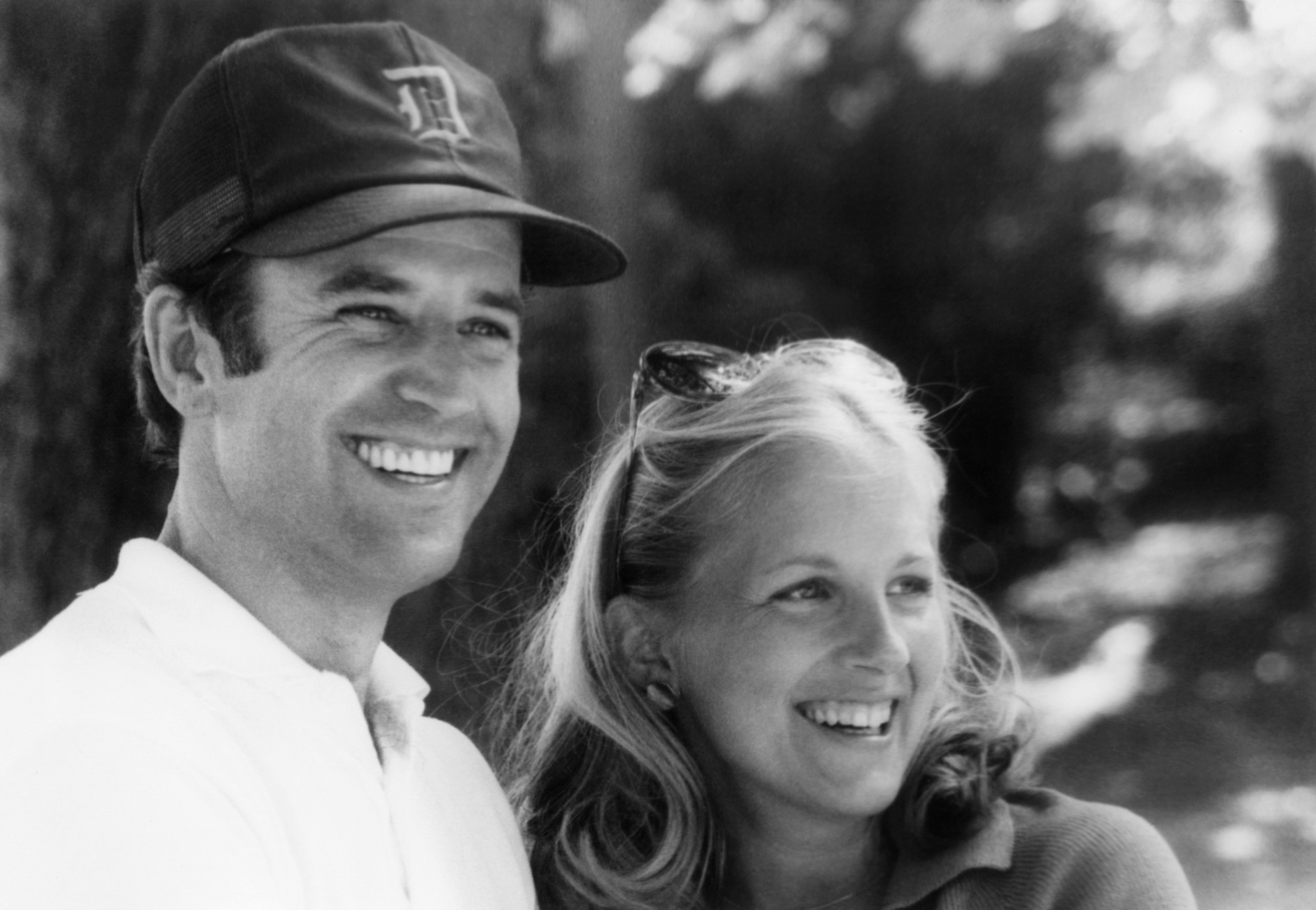
Joe és Jill, röviddel első találkozásuk után az 1970-es években

1975-ben a Delaware-i Egyetemen angol BA diplomát szerzett. Pályafutását helyettesítő tanárként kezdte a wilmingtoni iskolarendszerben, majd egy teljes évig angolt tanított a wilmingtoni St. Mark’s High Schoolban. Ekkoriban öt hónapot dolgozott Biden szenátusi irodájában; a munkája részeként heti rendszerességgel utazott az állam déli részeire.
1977. június 17-én házasságot kötött Joe Bidennel katolikus szertartás szerint a New York-i Chapel at the United Nationsben. Az esküvő négy és fél évvel azután volt, hogy Biden első felesége és csecsemőkorú lánya életét vesztette egy autóbalesetben; Joe többször is megkérte a kezét, mire végül igent mondott. Félt a nyilvánosságtól, szeretett volna saját karrierjére koncentrálni, és kezdetben habozott vállalni a balesetet túlélő két kisfiú nevelését, akik nemrég vesztették el édesanyjukat. Nászútjukat Magyarországon, a Balatonnál töltötték. A férje első házasságából származó gyermekeit, Beau-t és Huntert a kezdetektől nevelte, akik elfogadták őt anyjuknak. Bár törvényesen nem fogadta őket örökbe, gyermekeinek tekinti őket.
Tovább folytatta a tanítást és mesterképzésre járt a West Chester State College-ra, félévenként egy kurzusra. A főiskolát akkor fejezte be, amikor várandóssága idején 1981-ben West Chester Collage-tól megkapta olvasási szakértő mesterdiplomáját. Joe Bidennel közös lánya, Ashley Blazer 1981. június 8-án született. Ezután Jill két évre abbahagyta a munkát, és a három gyermek nevelésére összpontosított.

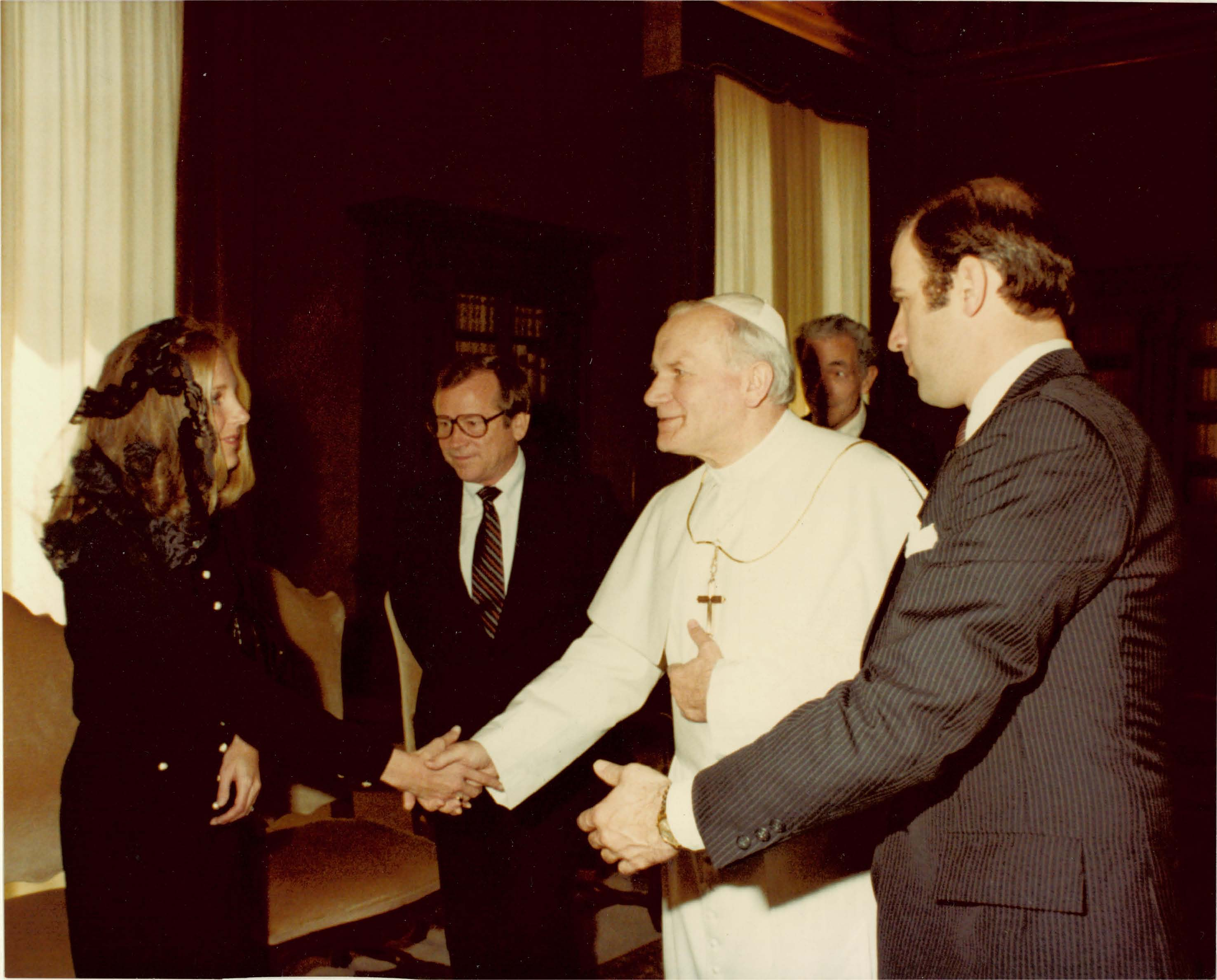
Jill és Joe Biden találkozik II. János Pál pápával a Vatikánban, 1980 áprilisában.

Később visszatért dolgozni, angolt tanított, olvasási szakemberként tevékenykedett, és történelmet oktatott érzelmi zavarokkal küzdő diákoknak. Az 1980-as években öt évig tanított a Rockford Center pszichiátriai kórház serdülő programjában. 1987-ben bölcsészdiplomát szerzett angol nyelvből a Villanova Egyetemen. Amikor férje 1988-ben indult az elnökségért, kijelentette, hogy továbbra is szeretné tanítani az érzelmi zavarokkal élő gyermekeket, még ha ő is lesz a First Lady. Három évig tanított a Claymont High School-ban. Az 1990-es évek elején angolt tanított a wilmingtoni Brandywine High School-ban; több ottani tanítványa idézte fel később, hogy ő valóban törődött velük. Összességében tizenhárom évet töltött állami középiskolákban.
1993 és 2008 között oktatóként dolgozott a Delaware Technical & Community College-ban, ahol különös hangsúlyt fektetett a hallgatókba vetett bizalom megteremtésére. Amikor a közösségi főiskolán tanított, azt mondta: „Úgy érzem, hogy nagy változást tudok elérni az életükben. Egyszerűen szeretem ezeket az embereket. (…) Nagyon szeretem azokat a nőket, akik visszamennek az iskolába és megszerzik diplomájukat…”
Az 1993-ban alapított nonprofit szervezet, a Biden Breast Health Initiative elnöke, amely ingyenes mell-egészségtudatossági programokat nyújt Delaware állam iskoláinak és más csoportjainak. A következő 15 évben a szervezet több mint 7 000 középiskolás lányt tájékoztatott a mell megfelelő egészségéről. 2007-ben Biden segített megalapítani a Book Buddiest, amely könyveket biztosít alacsony jövedelmű családok gyermekeinek, és aktív tagja volt a Delaware Boots on the Ground szervezetnek, amely katonacsaládokat támogat. Hetente ötször öt mérföldet fut, és résztvevője volt a Marine Corps Maratonnak, valamint a Philadelphia Félmaratonnak.
Később doktori fokozatának megszerzése miatt visszatért az iskolapadba, születési nevén, Jill Jacobs néven tanult. 2007 januárjában, 55 éves korában a Delaware-i Egyetemen oktatási vezetésből doktori címet kapott. Doktori disszertációja, a Student Retention at the Community College: Meeting Student’s Needs, Jill Jacobs-Biden név alatt jelent meg.
Rendszeresen részt vesz férjével szentmisén, a Delaware-i Greenville-i Brandywine-i St. Joseph's templomban.

## Szerepe a 2008-as elnökválasztási kampányban

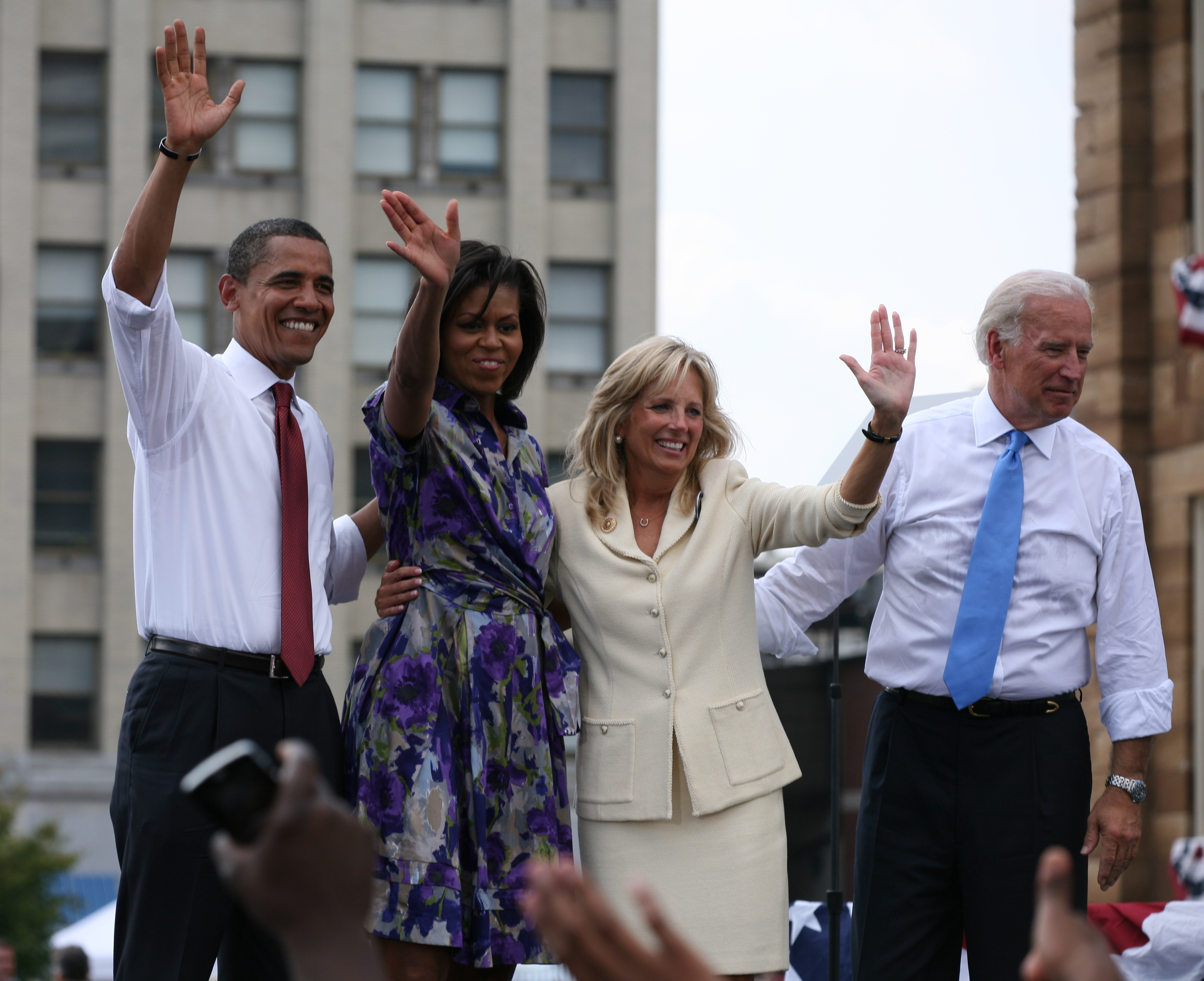
Jill Biden 2008 augusztusában, amikor bejelentik, hogy férje lesz Barack Obama alelnökjelöltje

Annak ellenére, hogy ő maga is ellenezte az iraki háborút, Jill nem akarta, hogy férje induljon a 2004-es amerikai elnökválasztáson. Azonban 2004-ben, amikor George W. Busht ismét újraválasztották, már sürgette férjét, hogy induljon az elnökségért, amelyről később azt mondta: „Szó szerint feketében voltam egy hétig. Nem tudtam elhinni, hogy ismét megnyerte, mert úgy éreztem, hogy a dolgok már nem lehetnek rosszabbak. Annyira elleneztem az iraki háborút. Azt mondtam Joe-nak, »meg tudod változtatni, meg kell változtatnod«.” Mialatt Joe Biden a 2008-as elnökjelölti kampányban a demokraták jelöltje lett, Jill továbbra is folytatta a tanítást hétköznaponként, míg hétvégente csatlakozott férje kampányához. Azt mondta, hogy aktív szerepet vállalt volna az oktatás kezelésében mint lehetséges first lady. Azt is elmondta, hogy alapvetően apolitikus, és nem kíván beleszólni a kormány ügyeibe.
Miután férje Barack Obama alelnökjelöltje lett, ismét kampányolni kezdett. Beau Biden iraki bevetésének elismeréseként a Blue Star Mothers Club kitűzőjét viselte. Nem volt ragyogó politikai szónok, de kapcsolatot tudott teremteni a hallgatósággal. Néhányszor együtt szerepelt Michelle Obamával is. Az idő alatt, míg férje az alelnöki posztért küzdött, Jill Biden folytatta a tanítást heti négy hétköznap a Delaware Techninal & Community College-ban a 2008-as őszi szemeszter alatt, majd a hosszú hétvégéken kampányolt, és a kampánybuszon dolgozatokat javított.

## Az Egyesült Államok second ladyje

### Első terminus

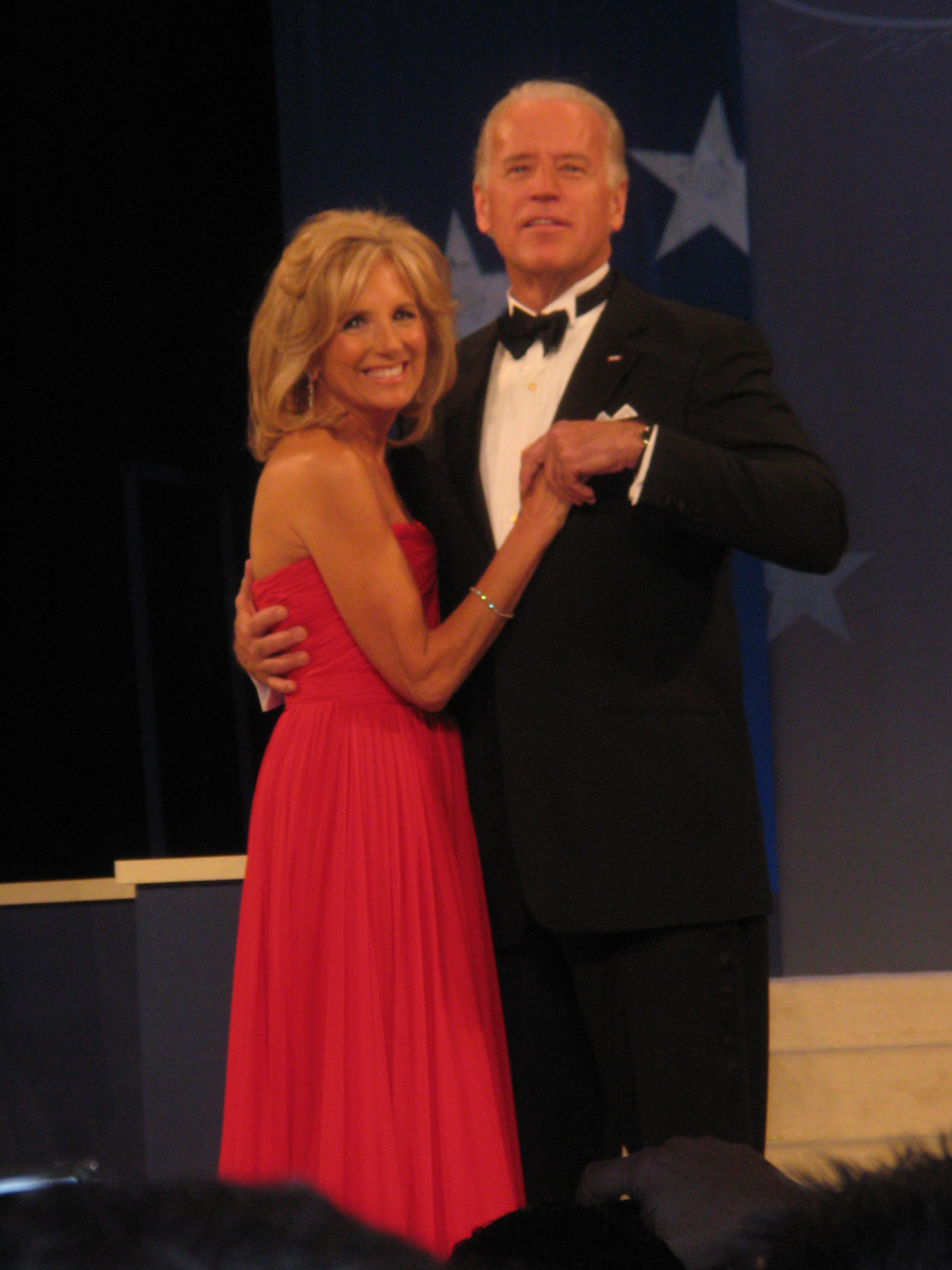
Jill és Joe Biden táncolnak Obama beiktatási bálján, 2009. január 20-án; Jill Biden ruháját Reem Acra tervezte

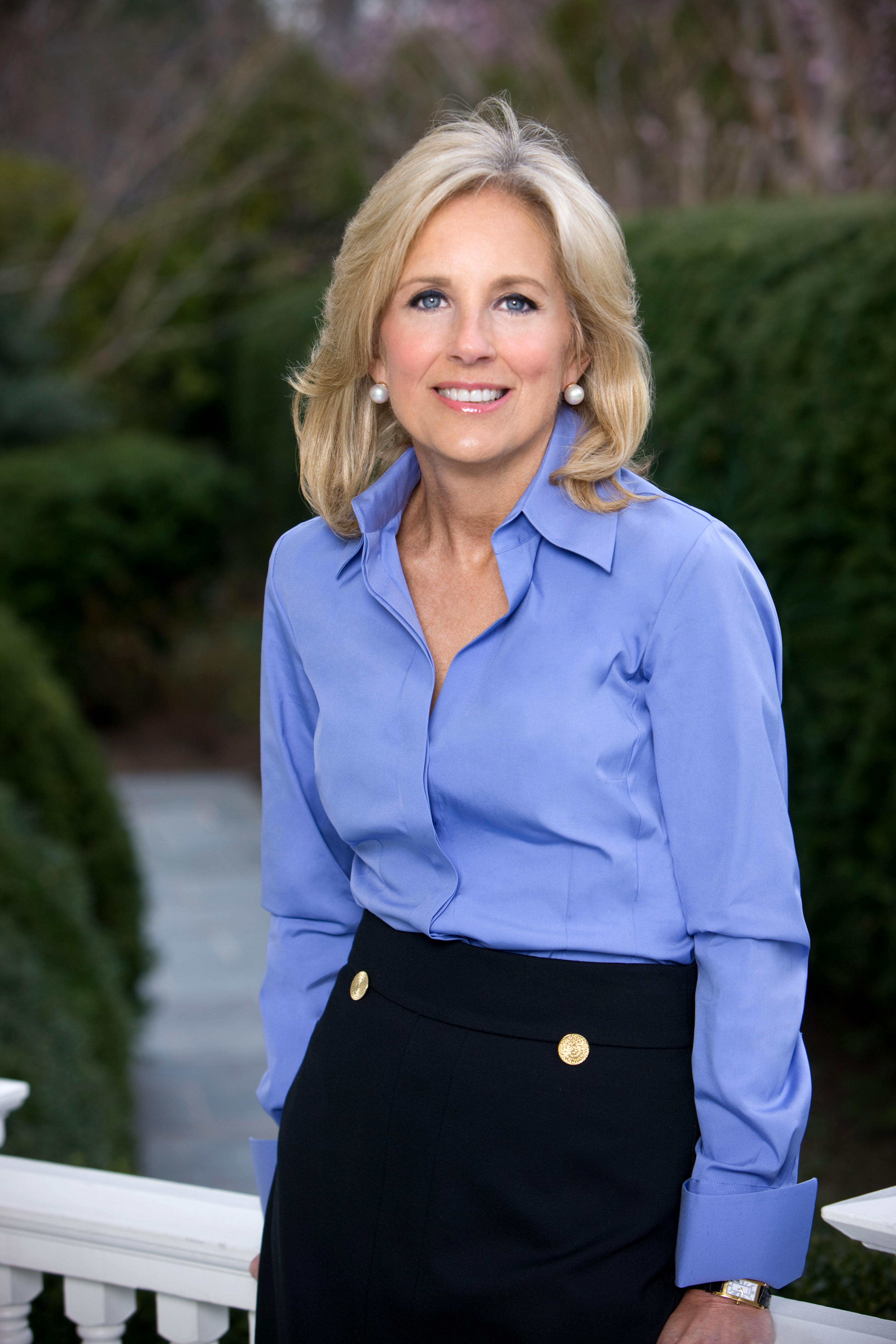
Hivatalos portré, 2009. március

Annak ellenére, hogy az Egyesült Államok second ladyjeként a Number One Observatory Circle-be (Washington hivatalos alelnöki rezidenciájába) költözött, Biden folytatni kívánta a tanítást egy Washington környéki közösségi főiskolán. 2009 januárjától két angol kurzust tartott docensként a Nothern Virginia Community College (NOVA) Alexandria kampuszán, amely az ország második legnagyobb közösségi főiskolája. Ritkán fordul elő, hogy alelnökök feleségei dolgoznak az idő alatt, amíg házastársuk alelnökként tevékenykedik, és vélhetően Biden volt az első közülük, aki fizetett munkát végzett, míg férje alelnök volt. A Fehér Ház közleményeiben Dr. Jill Biden néven szerepelt.
Catherine Russellt, a szenátus külügyi bizottságának korábbi tanácsadóját nevezték ki Biden kabinetfőnökévé, Courtney O’Donnellt, Howard Dean és Elizabeth Edwards korábbi szóvivőjét pedig kommunikációs igazgatójává, és Kirsten White, a Morgan, Lewis & Bockius ügyvédje a stratégiai igazgatója lett. Bidennek összesen nyolc alkalmazottja volt, és az Eisenhower Executive Office épületében egy saroklakosztályt foglalt el.
2009 májusában Obama bejelentette, hogy Biden lesz a felelőse a közösségi kollégiumok fontosságára felhívó kezdeményezésnek. 2010 januárjában a Delaware-i Egyetem téli szemeszterének kezdetén beszédet mondott, mely az első ilyen megszólalása volt egy jelentős egyetemen. 2010 augusztusában szerepelt a Lifetime csatorna Army Wives (Katonafeleségek) című epizódjában, ami része volt figyelemfelkeltő kampányának, amely a katonacsaládokra irányította a lakosság figyelmét.
2011 áprilisában Michelle Obamával közösen létrehozta a Joining Forces nemzeti kezdeményezést, amelynek célja az amerikai katonacsaládok szükségleteinek bemutatása volt. 2011 szeptemberében Biden támogatta az USAID „Éhínség, háború és aszály” címet viselő kampányát, amellyel az Északkelet-Afrikában élő több mint 13 millió embert veszélyeztető halálos éhínségre, háborúra és szárazságra hívták fel a figyelmet.
Továbbra is tanított a NOVA-n, 2011-ig állandó docensi pozíciót töltött be. Megpróbálta hivatását a lehető leghétköznapibban gyakorolni, irodáját megosztotta egy másik tanárral, rendszeresen fogadta a hallgatókat, és megpróbálta rávenni az őt kísérő titkosszolgálati ügynököket, hogy a lehető legátlagosabban öltözködjenek. Tanítványai gyakran nem voltak tisztában azzal, hogy ki is ő, egyszerűen „Dr. B”-ként emlegették. Egy kollégájának ezt mondta: „Az a szokásom, hogy amikor a diákok megkérdezik tőlem, hogy az alelnök házastársa vagyok-e, azt mondom, hogy én csak az egyik rokona vagyok. Ez általában lecsendesíti őket.” A munkatársai később felidézték, hogy Biden mindig magával vitte a kirándulásokra a diákok munkáit, míg Michelle Obama egyszerűen csak így emlékezett vissza: „Jill mindig dolgozatokat osztályoz”.
Az e-mailjeinek vizsgálatakor a The New York Times arra a következtetésre jutott, hogy Biden „megosztotta tanártársaival a Fehér Ház juttatásait, jegyeket szervezett a Fehér Ház rendezvényeire, például kertlátogatásra és üdülésre. Nem használta ki a rangjával járó előnyöket; amikor szabadságra kellett mennie – hogy részt vegyen egy rendezvényen az Obama házaspárral vagy tengerentúli útra indult férjével – engedélyt kért a főiskolától.” 2012 februárjában Hilda Solis munkaügyi miniszterrel „Közösségi Főiskolától Karrierig” címmel buszos turnét rendezett azzal a céllal, hogy bemutassa a közösségi főiskolák és a helyi, valamint regionális vállalkozások közötti kötelékeket.
Mialatt férjével a Number One Observatory Circle-ben élt, mindvégig törekedett arra, hogy életének központjában családja és unokái álljanak, és a hétköznapjaik minél kevésbé formális közegben teljenek. 2012 júniusában jelent meg a mostohafia, Beau bevetésén alapuló gyermekkönyve: Don’t Forget, God Bless Our Troops. Ugyanebben a hónapban lánya, Ashley feleségül ment Howard Kreinhez.

### Szerepe a 2012-es elnökválasztási kampányban
A 2012-es amerikai elnökválasztáson, amelyben férje újra elindult az alelnöki tisztségért, Jill Biden kevés szerepet játszott. Nem csökkentette tanítási ütemtervét, és kevés önálló kampánya volt. Ez tükrözte a politika és a szónoklás iránti folyamatos ellenszenvét, annak ellenére, hogy az Obama-kampány értékesnek tartotta őt a katonacsaládokkal, tanárokkal és nőkkel való kapcsolattartásban.

### Második terminus

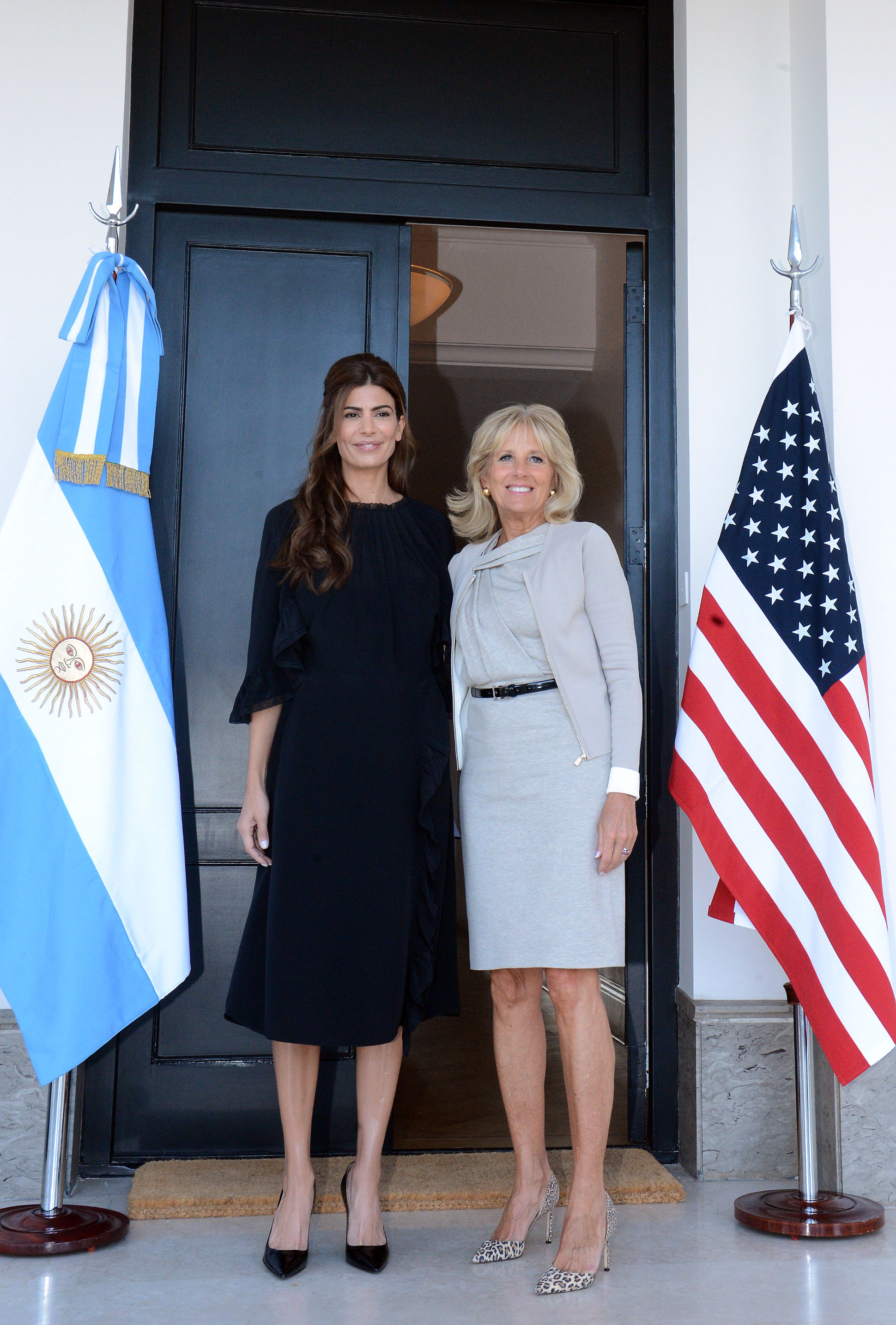
Jill Biden Juliana Awadával, Argentína first ladyjével a Buenos Airesben tett látogatása során, 2016 júniusában

Barack Obama elnök és Joe Biden alelnök 2012. november 6-ai újraválasztását követően a további négy évet is mint alelnökfeleség töltötte (second lady). 2013 januárjában az alakuló bálon Vera Wang divattervező selyemkék ruháját viselte.
Második ciklusa alatt Biden továbbra is részt vett a katonai állomány támogatásában, többek között látogatást szervezett amputáltak számára a Center for the Intrepid központjába, és részt vett a londoni Invictus Games alakuló játékain. A 2014-es amerikai félidős kongresszusi választások során több demokrata politikus mellett kampányolt, köztük olyanokért is, akik olyan szoros versenyben voltak, mint Mark Udall Coloradóban és Michelle Nunn Georgiában.
2015 májusában mostohafia, Beau Biden agytumor következtében életét vesztette. Később így emlékezett vissza: „Az életem egy pillanat alatt megváltozott. A betegség alatt mindvégig hittem abban, hogy élni fog, egészen addig a pillanatig, amikor lehunyta a szemét, és soha nem adtam fel a reményt.” Azt mondta, hogy nevelt fia halála után elvesztette hitét, és négy évre felhagyott az imádkozással és a templomba járással, de 2019-ben ismét visszatalált hitéhez a kampány során különböző emberekkel folytatott találkozásainak köszönhetően.
2015. október 21-én jelen volt a Fehér Ház rózsakertjében, amikor férje bejelentette, hogy nem indul a Demokrata Párt elnökjelöltségéért a 2016-os választásokon. Saját elmondása szerint csalódott férje döntésében, mert úgy gondolta, hogy férje ideális a pozícióra, és „a legjobb elnök lehetett volna”.
Biden folytatta a tanítást a NOVA-nál, öt kurzust tartott a 2015-ös őszi félév során. 2016-ban férjével részt vett a rák ellen küzdő Cancer Moonshot 2020 körútján. 2016 márciusában ő irányította azt a hivatalos rendezvényt, amely Scott Kelly amerikai űrhajóst fogadta, miután hazatért a Földre egy, az űrben eltöltött év után.

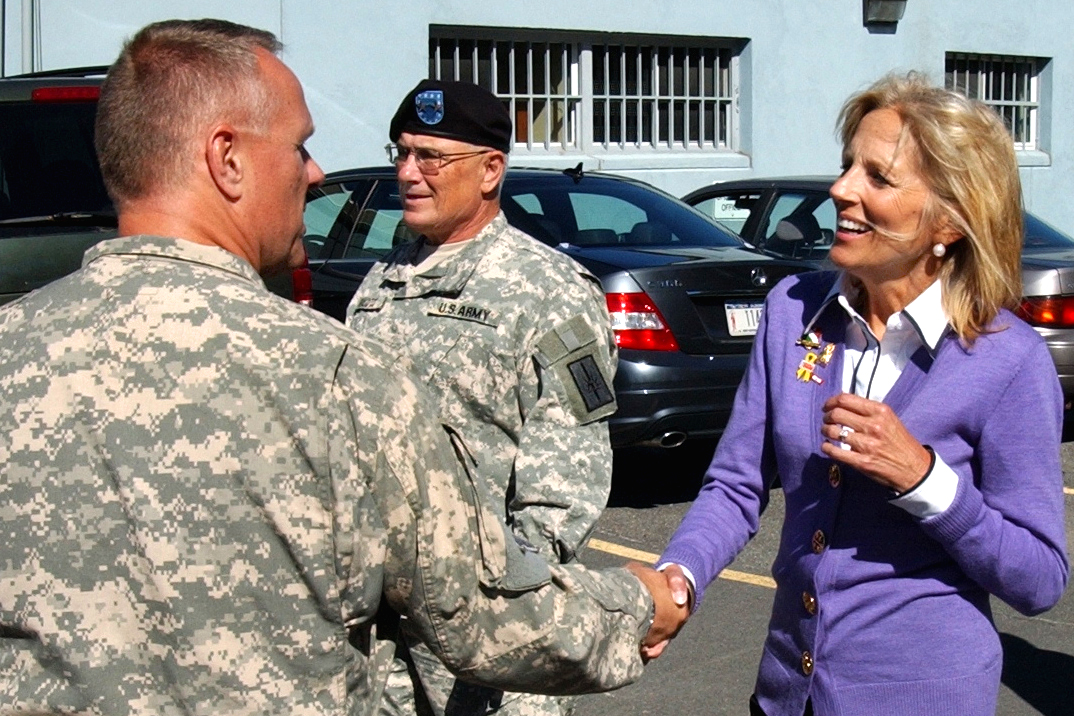
Biden találkozója a New York-i nemzeti gárda tisztjeivel 2009-ben
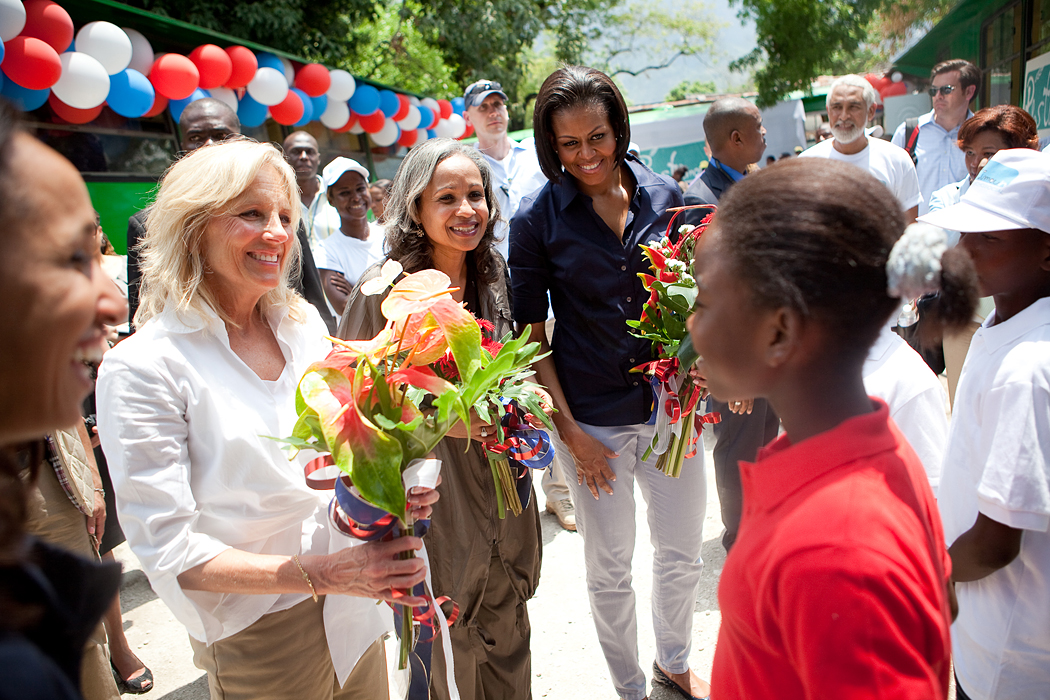
Jill Biden és Michelle Obama találkozik Haiti first ladyjével, Elisabeth Delatour Préval-lal Port-au-Prince-ben, három hónappal a 2010-es pusztító haiti földrengés után
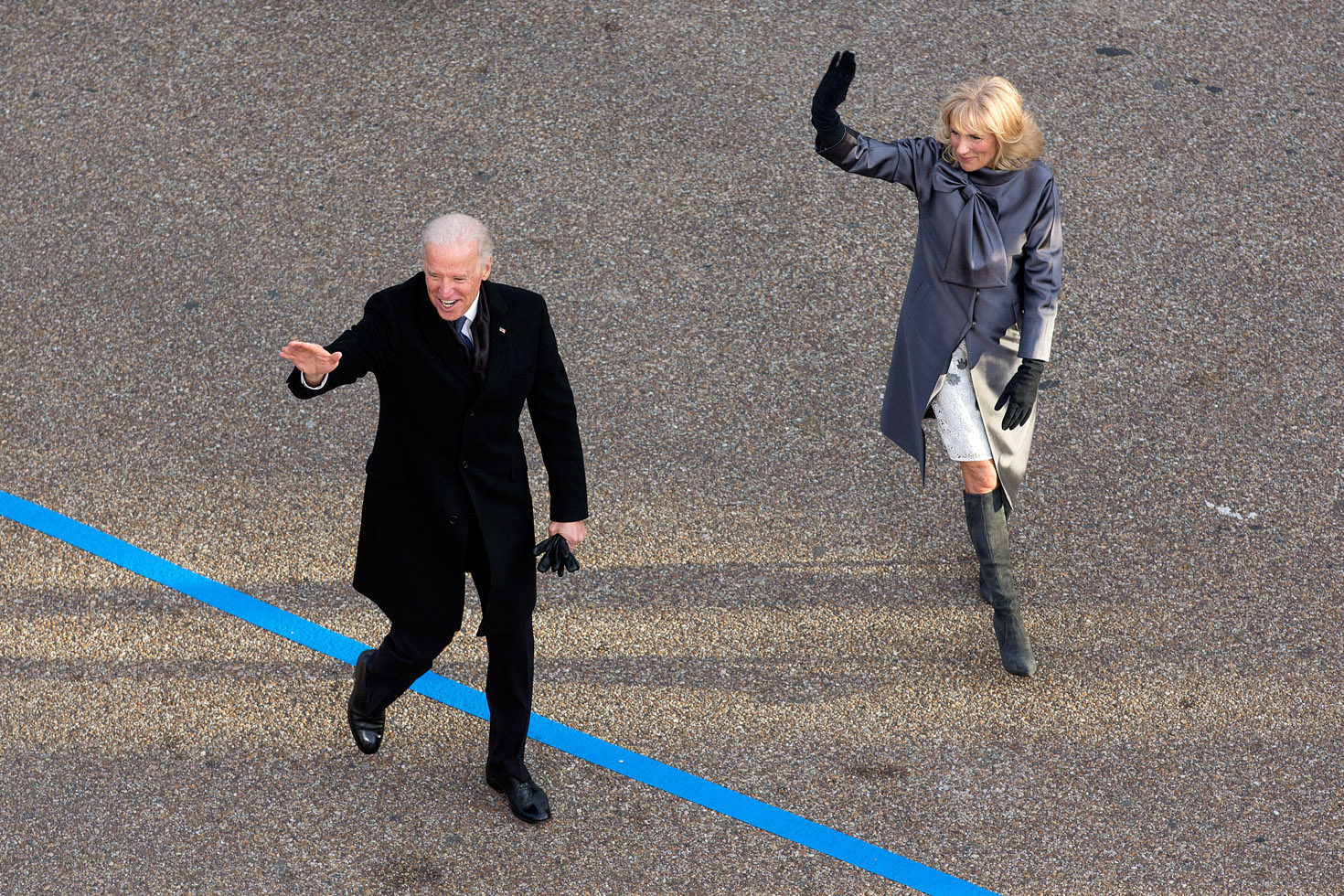
Joe és Jill Biden sétálnak Obama második beiktatási ünnepségén a washingtoni Pennsylvania Avenue-n 2013. január 21-én
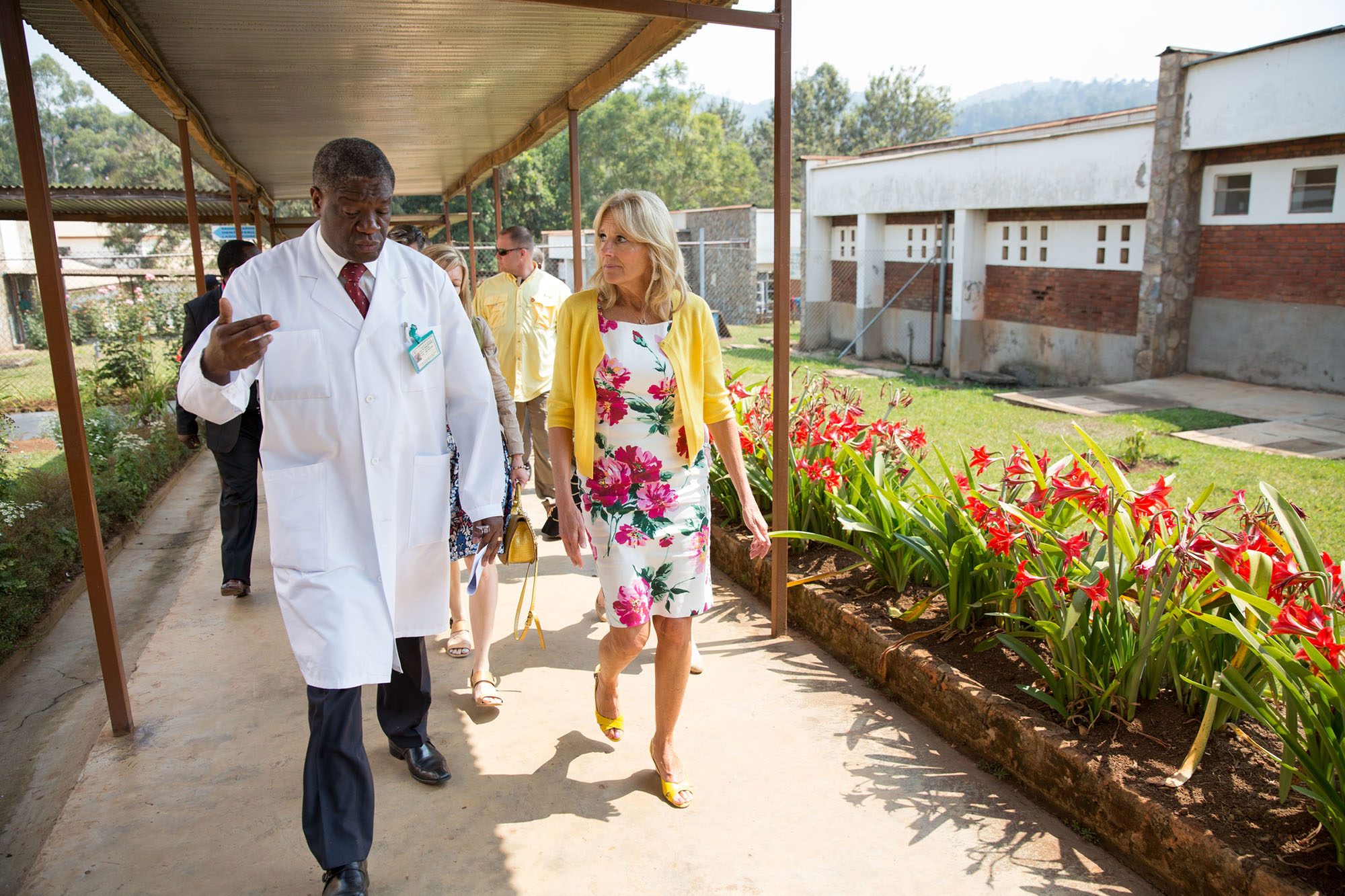
Jill Biden találkozik Denis Mukwege kongói orvossal Bukavu, 2014-ben

## Egyéb tevékenységei
A Biden házaspár 2017 februárjában megalapította saját alapítványát, a Biden Foundationt azzal a céllal, hogy segítsen olyan fontos ügyeket, mint a nők elleni erőszak megelőzése, az LMBTQ emberek egyenlőségének elérése, a gyermekek védelme, a katonacsaládok támogatása és a középosztály erősítése. Ugyanezen hónapban kinevezték a Save the Children igazgatótanácsának elnökévé. Férje népszerű ex-alelnök volt, így Jill Biden is nagy ovációban részesült, amikor a 71. Tony-díj-átadón színpadra lépett, hogy felkonferálja az egyik győztes színdarabot.
2017 júniusában a házaspár 2,7 millió dollár értékű nyaralót vásárolt a delaware-i Rehoboth Beachen, a Cape Henlopen State Park közelében, hogy ott láthassák vendégül tágabb családjuk tagjait. E családi ingatlan megvásárlása részben annak az üzletnek volt köszönhető, amelyet a Flatiron Books kiadóvállalattal kötöttek hivataluk elhagyása után, Biden két könyvre, míg férje egy könyv megírására szerződött. 2019-re a házaspárnak mintegy 15 millió dollárra nőtt a jövedelme. Ebben ebben az időszakban jelentősen növelték jótékonysági adományait is.

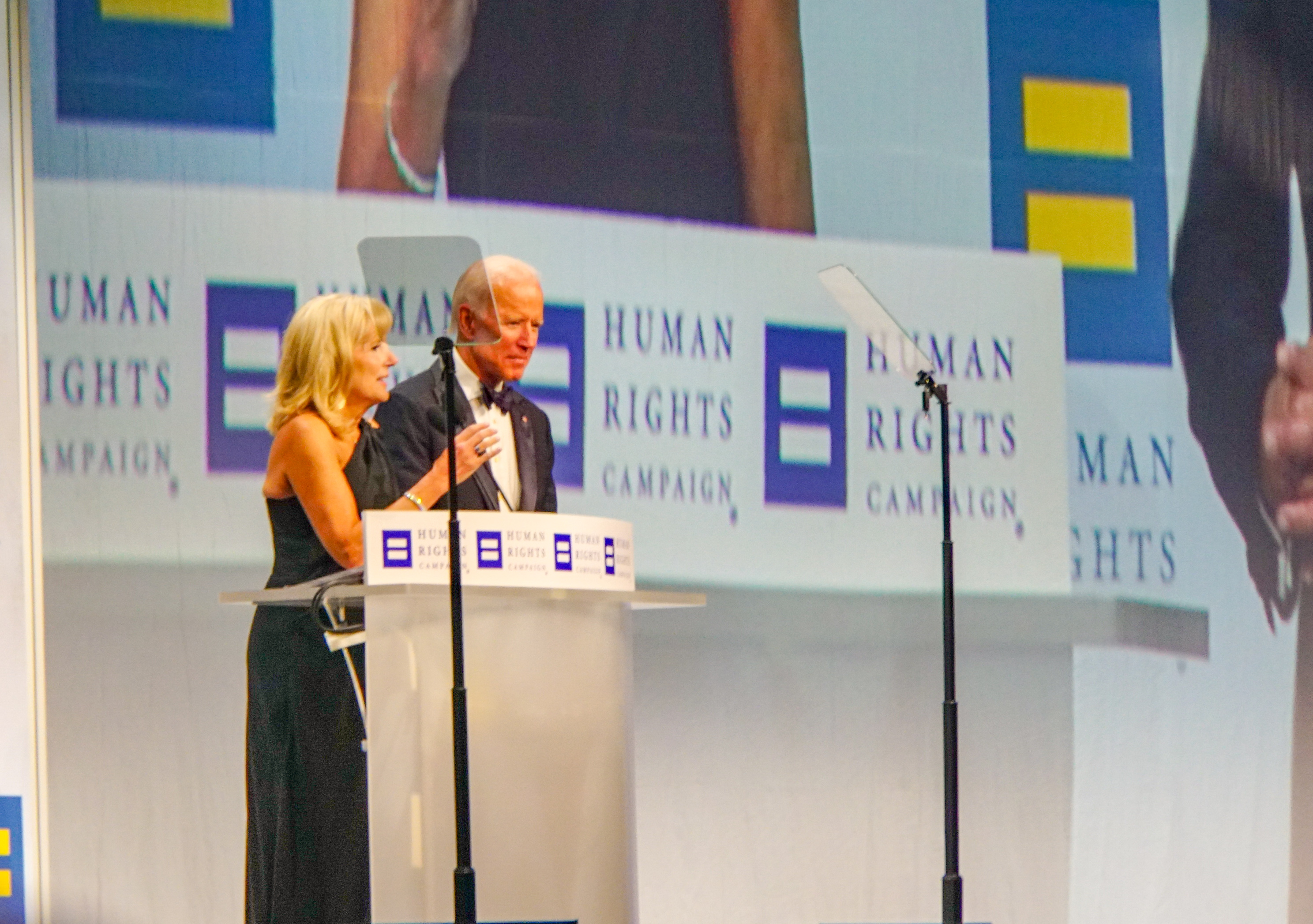
A Biden házaspár a Human Rights Campaign rendezvényén 2018-ban

Jill Biden, miután férje elhagyta hivatalát, továbbra is teljes munkaidőben tanított a NOVA-n, közel 100 000 dolláros fizetésért. 2007 májusának elején lehetőséget kapott arra, hogy beszédet tartson a Milwaukee Area Technical College nyitóünnepségén. A kaliforniai tanárok csúcstalálkozóján, 2017 júliusában szintén ő tartotta a nyitóbeszédet, hangsúlyozva a tanárok támogatását biztosító közösségek fontosságát, tekintve, hogy a tanárok gyakran érzelmi és közvetett stressznek vannak kitéve, mely a munkájukra nem lehet kihatással. 2018 májusában beszédet intézett az alabamai Bishop State Community College friss diplomásaihoz, s a következőket mondta: „Talán hozzám hasonlóan a ti életetek is akadályokba ütközött, és idáig eljutni sokkal tovább tartott, mint amire számítottatok… Bárki is vagy, tudd ezt, ha átsétálsz ezen a színpadon, bármire képes vagy.” 2019 februárjában beszélt a Newport News Apprentice School végzős osztályával, és elmondta nekik, hogy rájött, hogy sokan közülük bonyolult élethelyzetben vannak, és azt mondta nekik, hogy „Néha a napod olyan, mint egy kirakós játék, amely úgy tűnik, hogy soha nem lesz teljes… De nem számít, hová visz az élet, mától kezdve a tudás birtokosa vagy, hajóépítő és vezető, és ezt senki sem veheti el tőled.”
2019 májusában megjelent a Where the Light Enters: Building a Family, Discovering Myself című memoárja. A könyvben kevés a politikai tartalom, inkább a családi életére fókuszál. Ebben azt állítja, hogy bár „hálás”, azért hogy second lady lehetett, de leginkább „Dr. B.” szerepében érezte otthonosan magát. A USA Today úgy fogalmazott, hogy ez egy „gyakran szívbe markoló emlékirat, amely bemutatja Jill útját egy lázadó tinédzsertől a fiatal elvált nőn át az Egyesült Államok second ladyjéig”. Biden több dedikálást vállalt a könyv népszerűsítése érdekében.

## Díjai, kitüntetései

### Tiszteletbeli doktorátusai
| Állam        | Dátum           | Egyetem                             | Fokozat                      | Forrás               |
| ------------ | --------------- | ----------------------------------- | ---------------------------- | -------------------- |
| New York     | 2009. június    | New York Egyetem                    | Humanista tudományok doktora | [ 91 ]               |
| Delaware     | 2010. január 9. | Delaware-i Egyetem                  | Doktorátus                   | [ 92 ]               |
| Rhode Island | 2011. május 15. | Salva Regina University             | Humanista tudományok doktora | [ 93 ] [ 94 ]        |
| Pennsylvania | 2011. május 19. | Montgomery County Community College | Associate of Letters         | [ 95 ] [ 96 ]        |
| Pennsylvania | 2014. május 16. | Villanova University                | Humanista tudományok doktora | [ 97 ] [ 98 ] [ 99 ] |
| New York     | 2017. május 21. | Hofstra University                  | Humanista tudományok doktora | [ 100 ] [ 101 ]      |

## Fordítás
- Ez a szócikk részben vagy egészben  a   Jill Biden című angol Wikipédia-szócikk fordításán alapul.  Az eredeti cikk szerkesztőit annak laptörténete sorolja fel. Ez a jelzés csupán a megfogalmazás eredetét és a szerzői jogokat jelzi, nem szolgál a cikkben szereplő információk forrásmegjelöléseként.

| Előző Lynne Cheney  | Az Amerikai Egyesült Államok second ladyje 2009–2017      | Következő Karen Pence |
| Előző Melania Trump | Az Amerikai Egyesült Államok first ladyje 2021–napjainkig | Következő Hivatalban  |